# Голобородьківське
Голобородьківське —  селище в Україні, у Карлівській міській громаді Полтавського району Полтавської області. Населення становить 654 осіб. Орган місцевого самоврядування — Голобородьківська сільська рада.

## Населення

### Мова
Розподіл населення за рідною мовою за даними перепису 2001 року:
| Мова            | Кількість | Відсоток |
| --------------- | --------- | -------- |
| українська      | 634       | 96.94%   |
| російська       | 13        | 1.99%    |
| румунська       | 3         | 0.46%    |
| білоруська      | 2         | 0.31%    |
| інші/не вказали | 2         | 0.30%    |
| Усього          | 654       | 100%     |

## Географія
Селище Голобородьківське знаходиться на одному з витоків річки Тагамлик, нижче за течією на відстані 3 км розташоване село Григорівка. Річка в цьому місці пересихає, на ній зроблено кілька загат. На відстані 3 км розташоване місто Карлівка. Поруч проходять автомобільні дороги Т 1722 та Р11.

## Історія
12 червня 2020 року, відповідно до розпорядження Кабінету Міністрів України № 721-р «Про визначення адміністративних центрів та затвердження територій територіальних громад Полтавської області», селище увійшло до складу Карлівської міської громади.
19 липня 2020 року, в результаті адміністративно - територіальної реформи та ліквідації Карлівського району, селище увійшло до складу новоутвореного Полтавського району Полтавської області.

## Економіка
- ТОВ «ім. Голобородька».
- Установка комплексної підготовки газу.

## Об'єкти соціальної сфери
- Школа.

## Спорт
У Чемпіонаті й Кубку Полтавської області з футболу селище представляє аматорський футбольний клуб «Аргус».